# Cobbtown (Florida)
Cobbtown es un lugar designado por el censo ubicado en el condado de Santa Rosa en el estado estadounidense de Florida. En el Censo de 2010 tenía una población de 67 habitantes y una densidad poblacional de 9,76 personas por km².

## Geografía
Cobbtown se encuentra ubicado en las coordenadas 30°52′48″N 87°7′35″O / 30.88000, -87.12639. Según la Oficina del Censo de los Estados Unidos, Cobbtown tiene una superficie total de 6.87 km², de la cual 6.82 km² corresponden a tierra firme y (0.6%) 0.04 km² es agua.

## Demografía
Según el censo de 2010, había 67 personas residiendo en Cobbtown. La densidad de población era de 9,76 hab./km². De los 67 habitantes, Cobbtown estaba compuesto por el 100% blancos, el 0% eran afroamericanos, el 0% eran amerindios, el 0% eran asiáticos, el 0% eran isleños del Pacífico, el 0% eran de otras razas y el 0% pertenecían a dos o más razas. Del total de la población el 0% eran hispanos o latinos de cualquier raza.